# Grotte de Lastournelle
La grotte de Lastournelle est une grotte naturelle française se situant à Sainte-Colombe-de-Villeneuve, dans le pays de Serres, en Lot-et-Garonne, Aquitaine, région Nouvelle-Aquitaine.

## Géologie
La grotte se développe dans le calcaire gris de l'Agenais daté de l'Aquitanien inférieur (Miocène).

## Histoire
En 1878, la grotte est découverte fortuitement par un fermier alors qu'il creuse un puits ; la cavité est alors explorée sur 64 m de longueur. La grotte est là, au fond d'un puits d'une dizaine de mètres de profondeur, mais aucun aménagement n'est mis en œuvre pour rendre la cavité visitable. Toutefois, quelques explorations sporadiques sont documentées : Malbec explore la grotte les 11 septembre et 13 octobre 1901.
Il faut attendre l'année 1955 pour que la famille Brys, nouvellement installée depuis 1953, découvre par hasard une entrée naturelle. En effet, Joseph et Maria Brys, surpris par un orage se réfugient dans une dépression rocheuse lorsqu'ils sentent un faible courant d'air filtrer à travers la roche. Deux ans plus tard, un passage est dégagé et la grotte est aménagée.

## Description
Tout au long des 300 mètres de longueur de la grotte se trouvent des stalactites, stalagmites, colonnes, draperies et coulées de calcite parent la grotte. Certaines salles sont vastes (plus de 20 mètres de circonférence et 8 mètres de hauteur). Une source coule au fond de la grotte.
La grotte est composée de sept salles :
- Salle du Puits
- Salle Ratopenado
- Salle Ronde
- Salle des Colonnes
- Salle Marboutin
- Salle de la Statue
- Salle de la Source

## Tourisme
La société exploitant la cavité à des fins touristiques est membre de l'ANECAT (Association Nationale des Exploitants de Cavernes Aménagées pour le Tourisme).

## Galerie de photographies

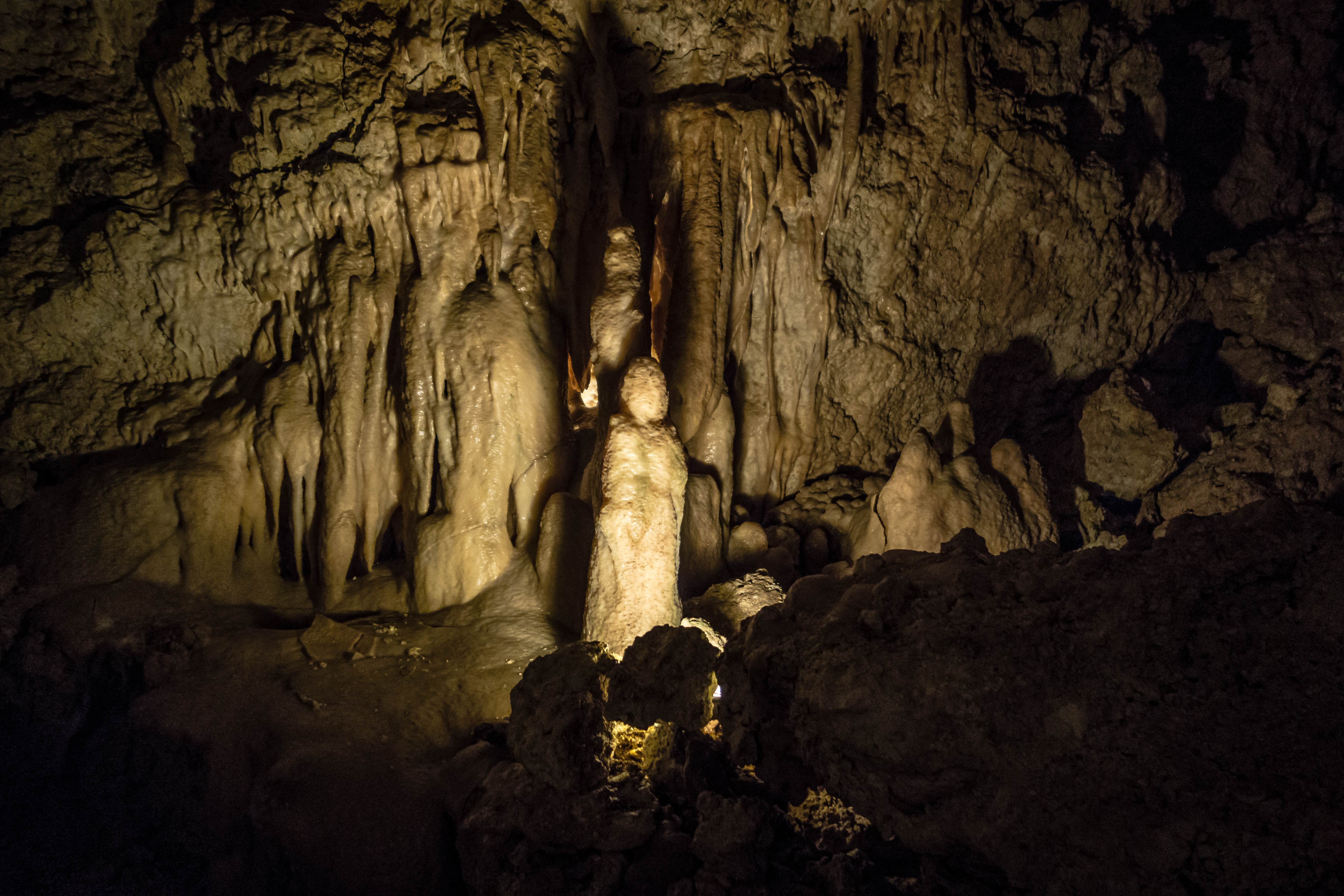
Stalagmite anthropomorphe dénommée "La Statue".
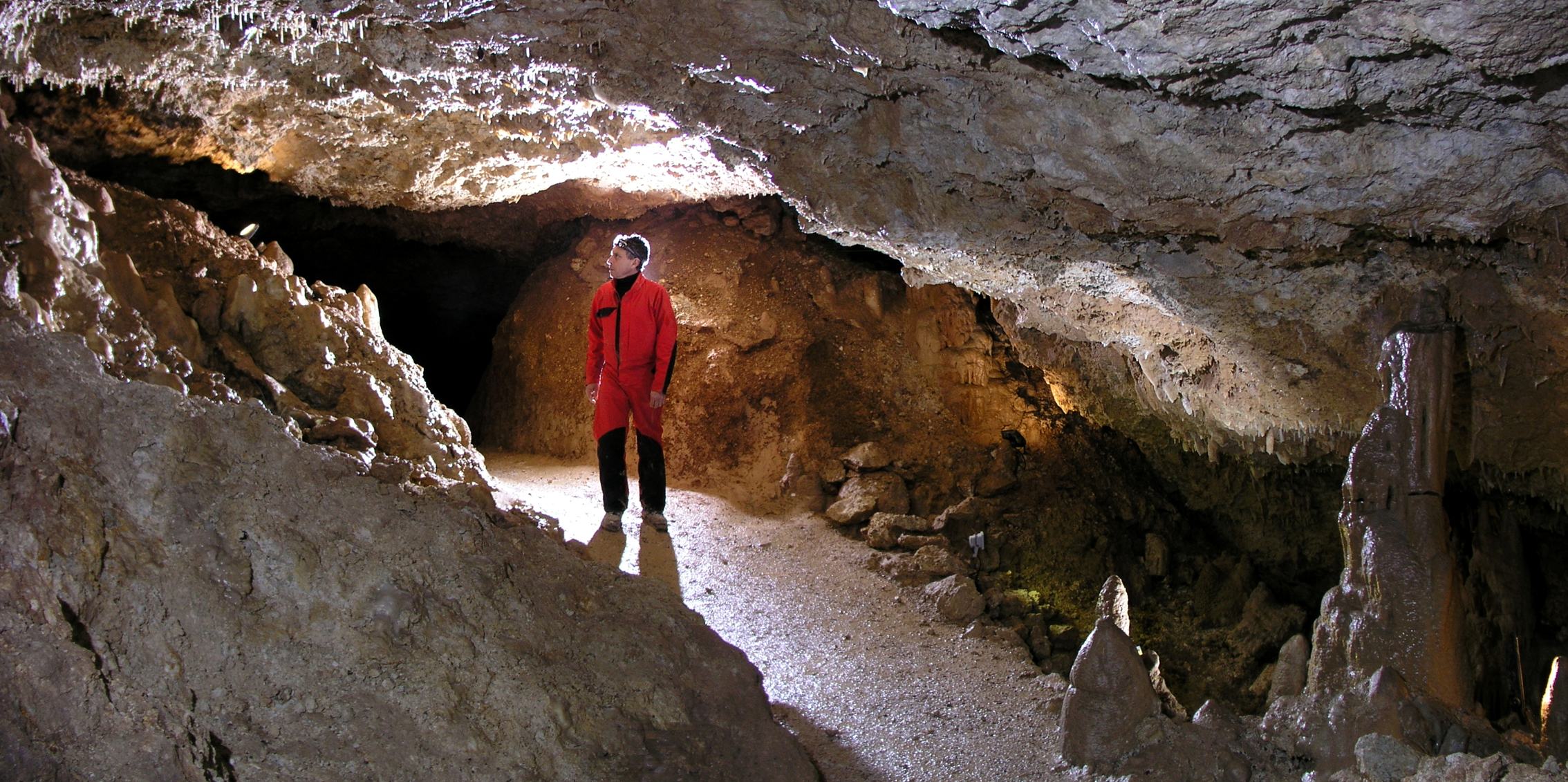
La Crypte, dans la salle du Puits.
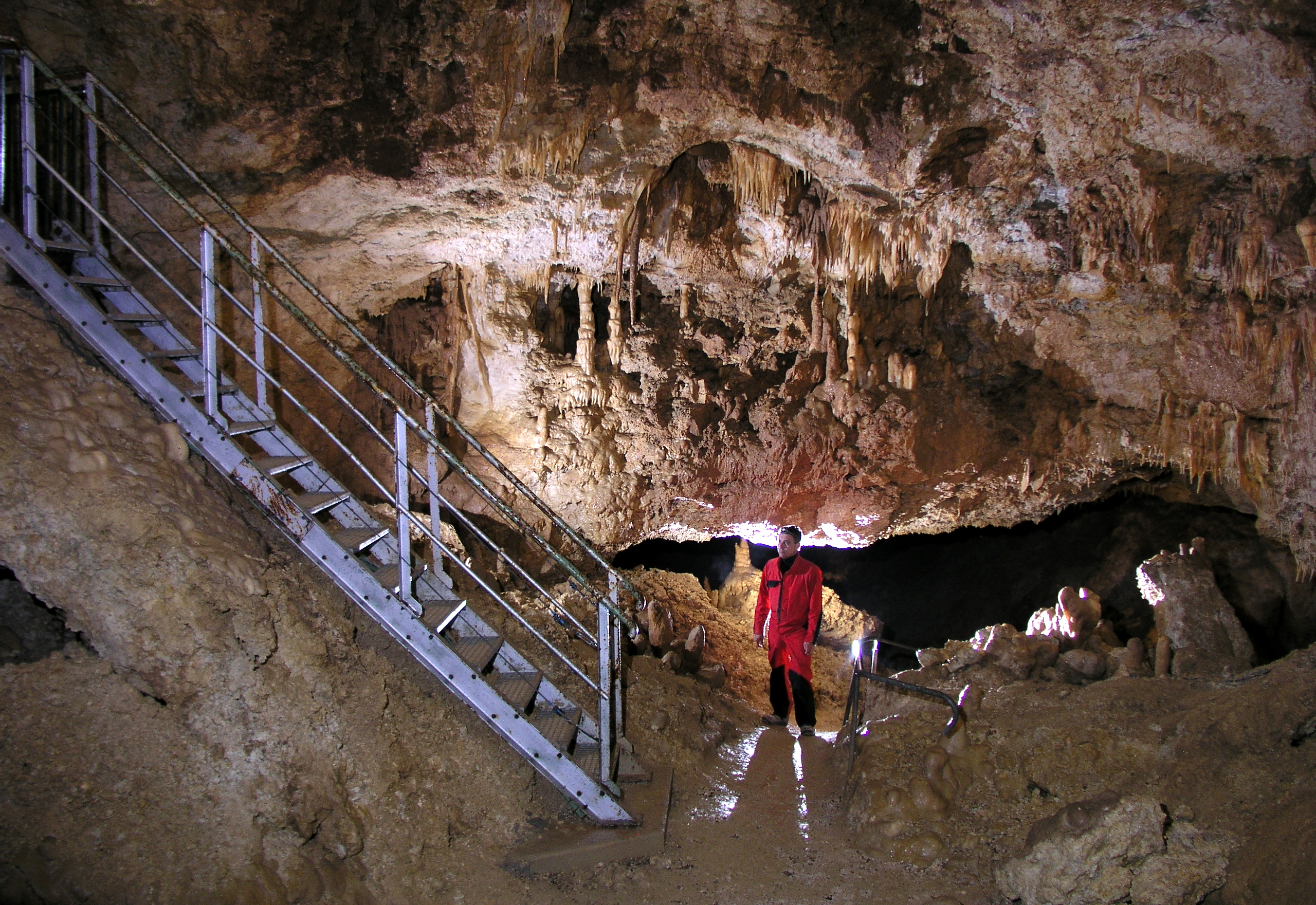
Aménagements dans la salle de la Statue.
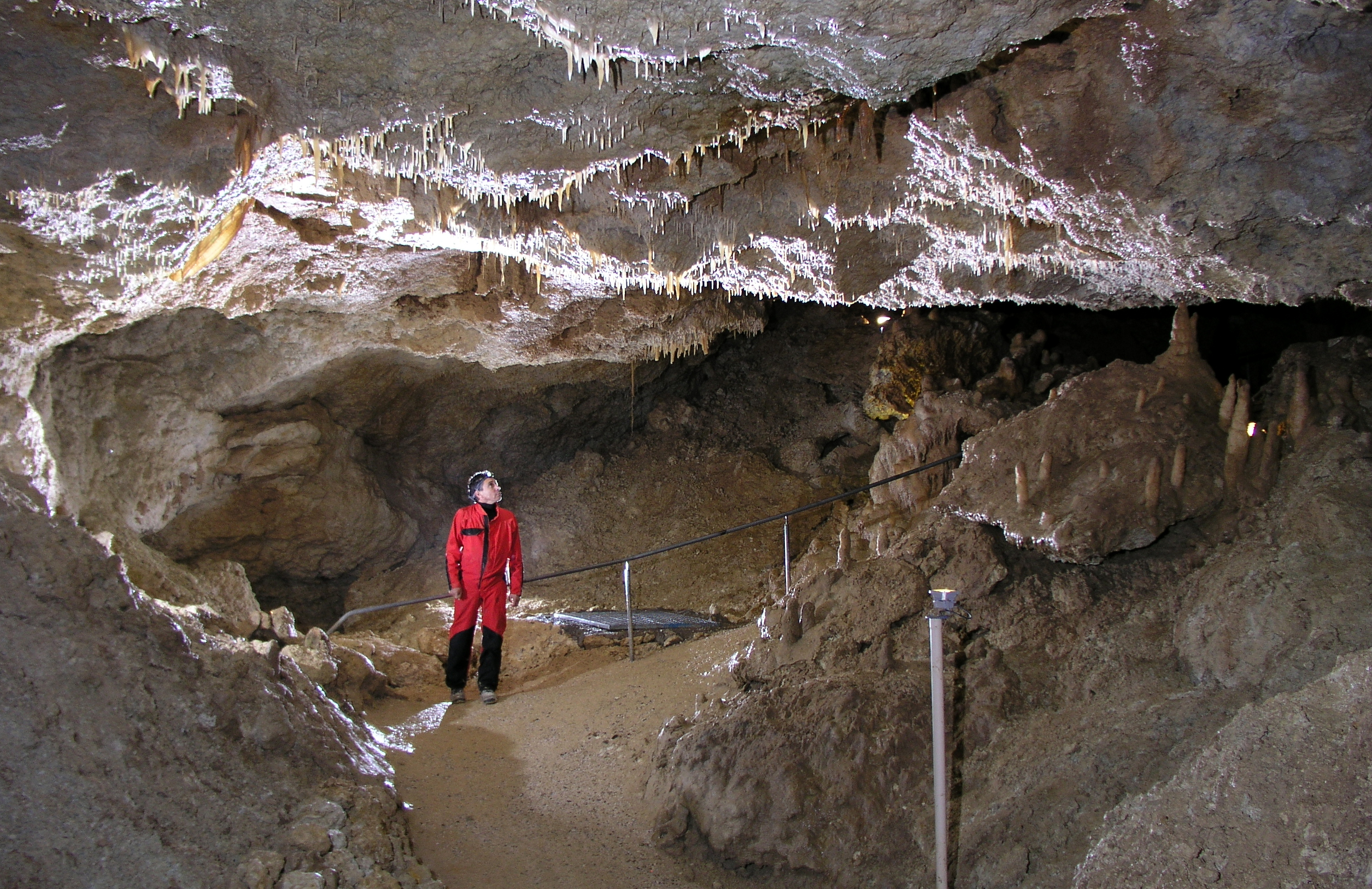
Salle Marboutin.
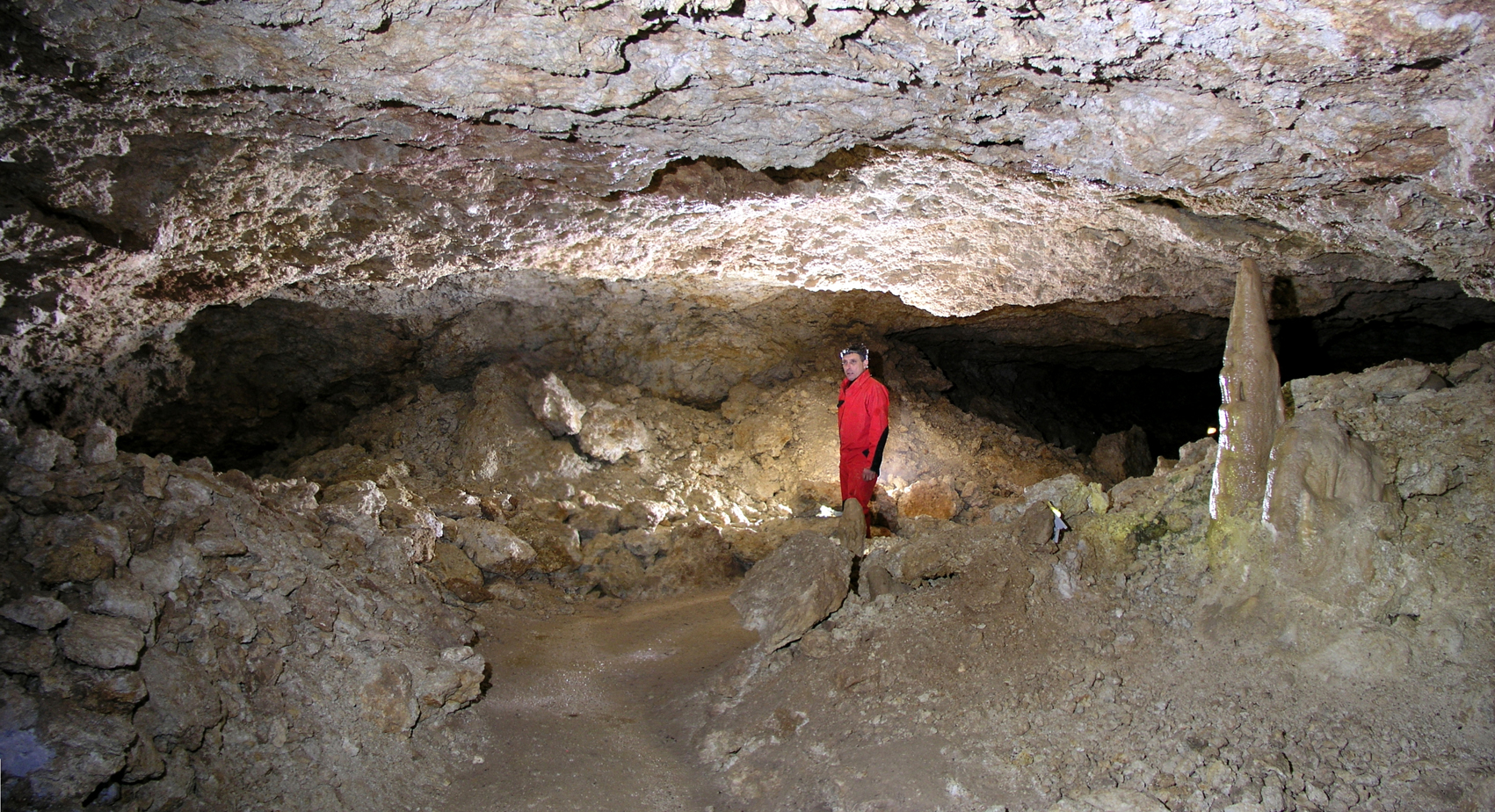
Salle de la Ratopenado.
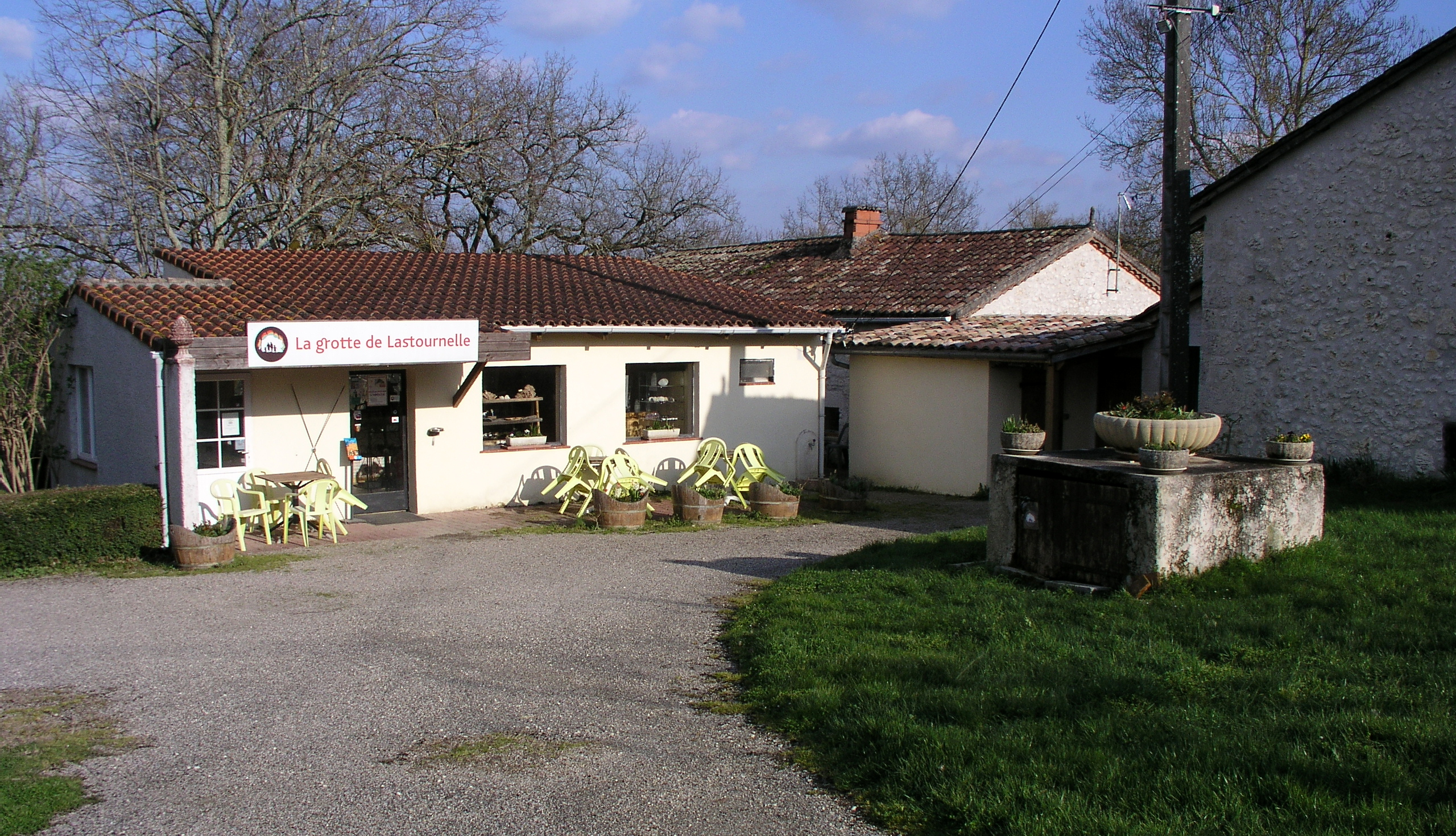
Bâtiment d'accueil de la grotte de Lastournelle.